# دکتر پپر
دکتر پپر (به انگلیسی: Dr Pepper) از شرکت‌های بزرگ نوشابه‌سازی آمریکایی می‌باشد.
مرکز این شرکت در نزدیکی شهر دالاس در تگزاس است.